# Henryk Picheta
Henryk Józef Picheta (ur. 1 marca 1896 we Lwowie, zm. 20 kwietnia 1985 w Londynie) – oficer piechoty Wojska Polskiego i Polskich Sił Zbrojnych na Zachodzie, w 1962 mianowany pułkownikiem przez Prezydenta RP na uchodźstwie. Piłkarz i działacz piłkarski.

## Życiorys
Urodził się 1 marca 1896 we Lwowie. Od 1904 zamieszkiwał z rodzicami w kamienicy przy ul. Boimów 4 we Lwowie. Kształcił w C. K. V Gimnazjum we Lwowie, gdzie w 1907 ukończył I klasę, później był w II klasie. W roku szkolnym 1911/1912 kształcił się I kursie szkoły zawodowej rzeźbiarstwa dekoracyjnego w  C. K. Państwowej Szkole Przemysłowej we Lwowie. W 1909 zapisał się do  I. Lwowskiego Klubu Piłki Nożnej we Lwowie (Czarni Lwów). Rok później zorganizował drużynę juniorów oznaczoną numerem IV (w jej składzie byli m.in. Henryk Bilor i W. Picheta). Przed 1914 działał w Związku Strzeleckim.
Po wybuchu I wojny światowej wyruszył w szeregach kompanii Juliusza Zulaufa ze Lwowa do Krakowa. Służył w szeregach Legionów Polskich w szeregach 1 pułku piechoty. Wiosną 1915 przebywając w rezerwie pułku w Nidzie współtworzył legionową drużynę piłkarską, działającą w późniejszych latach także w Modlinie i Pomiechówku (w jej składzie grali m.in. Józef Garbień, Jan Baran; zespół przestał istnieć w 1917 wskutek internowania legionistów w Szczypiornie oraz wcieleń do c.k. armii). Później działał w Polskiej Organizacji Wojskowej i pełnił funkcję komendanta obwodowego POW w Siedlcach.
Po odzyskaniu przez Polskę niepodległości został przyjęty do Wojska Polskiego. W stopniu podchorążego został dowódcą 2 kompanii w obwodzie siedleckim powołanego w listopadzie 1918 Siedleckiego Okręgowego Pułku Piechoty. W szeregach tego pułku uczestniczył w wojnie polsko-bolszewickiej. Za swoje czyny wojenne otrzymał Order Virtuti Militari. W tej jednostce także propagował piłkę nożną, w 1921 był twórcą drużyny Klubu 22 p.p., występującej w klasie A Okręgu Mazowieckiego, będąc w jej składzie prawoskrzydłowym i pełniąc funkcję kapitana. W sezonie 1927 z drużyną WKS 22 pp Siedlce wygrał sezon Klasy A Okręgu Warszawskiego, uzyskując awans do Ligi Okręgowej Lubelskiej edycji 1928 (nie wystąpił z nim wskutek odejścia z Siedlec).
W wojsku został awansowany na stopień kapitana piechoty ze starszeństwem z dniem 1 czerwca 1919. W latach 20. i 30. był oficerem 22 pułku piechoty, powstałego z macierzystej jednostki i stacjonującego w Siedlcach. W jednostce pełnił stanowisko dowódcy kompanii i dowódcy batalionu. W listopadzie 1927 został przeniesiony do 11 pułku piechoty w Tarnowskich Górach na stanowisko oficera Przysposobienia Wojskowego. Został awansowany na stopień majora piechoty ze starszeństwem z dniem 1 stycznia 1928. W marcu 1931 został przesunięty na stanowisko dowódcy batalionu. W tym miejscu także kontynuował działalność piłkarską w Okręgu Śląskim Piłki Nożnej. W czerwcu 1934 został przeniesiony do Powiatowej Komendy Uzupełnień Kowel na stanowisko komendanta. W 1939 roku pełnił służbę w Komendzie Rejonu Uzupełnień Kołomyja II na stanowisku komendanta rejonu uzupełnień.
Uczestniczył w kampanii wrześniowej. Po 1942 znalazł się wraz z żoną w Palestynie; ich synowie także byli wojskowymi. Został oficerem Polskich Sił Zbrojnych na Zachodzie. Pozostał na emigracji w Wielkiej Brytanii. Był członkiem Kapituły Krzyża Orderu Wojennego Virtuti Militari, powołany 7 marca 1960. W 1962 Prezydent RP mianował go pułkownikiem w korpusie oficerów piechoty. Zmarł 20 kwietnia 1985 w Londynie.

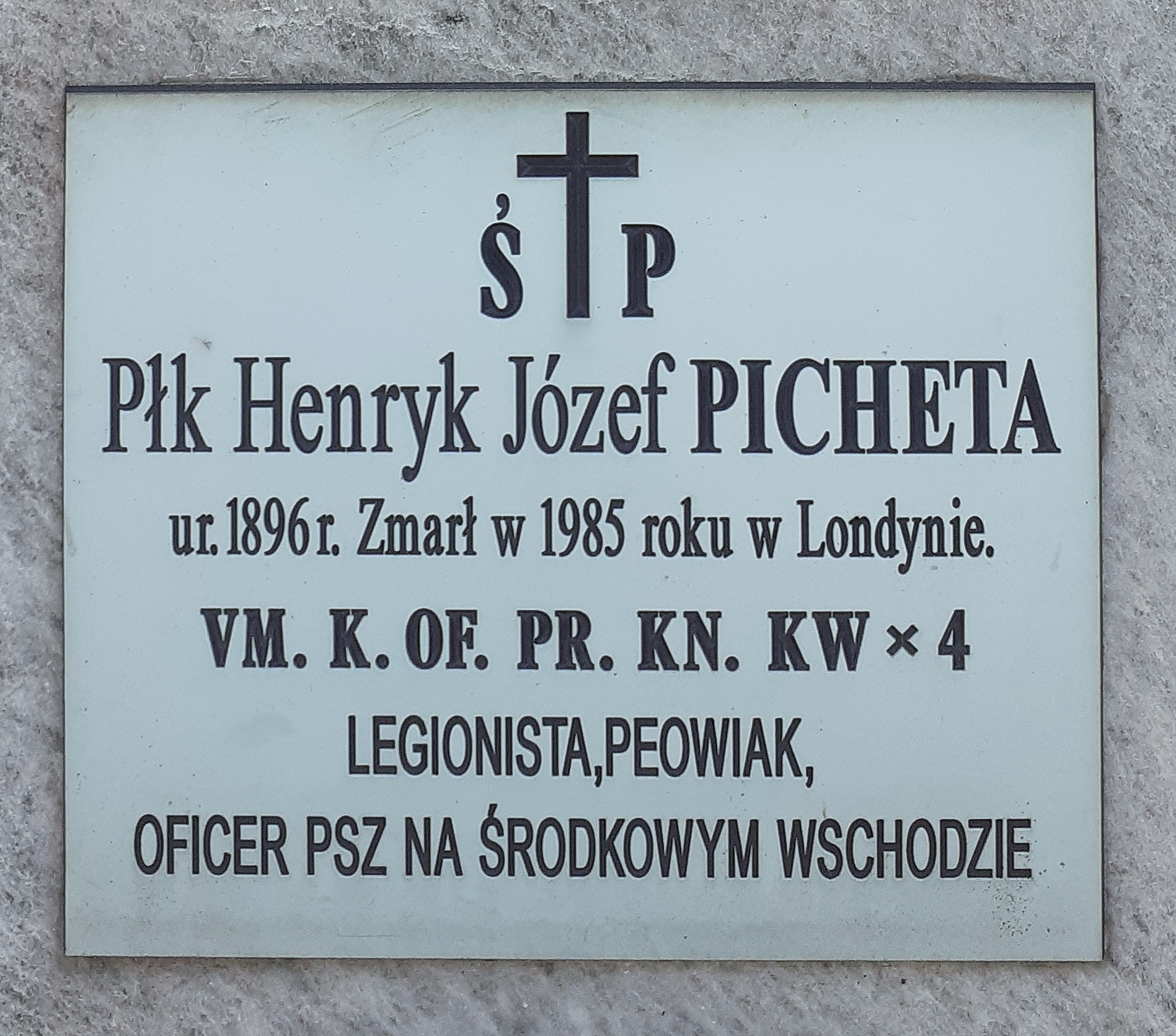
Tablica upamiętniająca Henryka Pichety w Kwaterze I Samodzielnej Brygady Spadochronowej na Powązkach Wojskowych w Warszawie

Był żonaty z Haliną (zm. 1962), działaczką Zjednoczenia Polek na Emigracji. Jego szwagrem był podpułkownik Apolinary Żebrowski.
W Kwaterze I Samodzielnej Brygady Spadochronowej na Cmentarzu Wojskowym na Powązkach w Warszawie została ustanowiona tablica upamiętniająca Henryka Pichetę.

## Ordery i odznaczenia
- Krzyż Srebrny Orderu Virtuti Militari – 28 lutego 1921[27][28]
- Krzyż Niepodległości – 24 października 1931 „za pracę w dziele odzyskania niepodległości”[29]
- Krzyż Oficerski Orderu Odrodzenia Polski – 3 maja 1961 za zasługi położone w pracy w polskich organizacjach wojskowych[30]
- Krzyż Kawalerski Orderu Odrodzenia Polski – 11 listopada 1956 za zasługi w pracy społecznej i niepodległościowej[31]
- Krzyż Walecznych „za czyny męstwa i odwagi wykazane w bojach toczonych w latach 1918-1921” – czterokrotnie[14]
- Krzyż Walecznych „za czyny męstwa i odwagi wykazane w wojnie rozpoczętej 1 września 1939 roku” – dwukrotnie[2]
- Złoty Krzyż Zasługi – dwukrotnie (po raz drugi 3 maja 1963)[32]
- Odznaki honorowe zawodnika i działacza piłkarskiego w Okręgu Śląskim[3]